# Saale
För andra betydelser, se Saale (olika betydelser).
Saale är en 413 km lång flod i östra Tyskland. Den flyter från Fichtelgebirge i Bayern norrut och mynnar i floden Elbe söder om Magdeburg. Flodens avrinningsområde är 24 100 km² och floden har en medelvattenföring vid mynningen av 115 m³/s. Bland städer längs Saale kan nämnas Jena och Halle.